# Liparis indifferens
Liparis indifferens är en orkidéart som beskrevs av Johannes Jacobus Smith. Liparis indifferens ingår i släktet gulyxnen, och familjen orkidéer. Inga underarter finns listade i Catalogue of Life.